# Václav Šalbaba
Václav Šalbaba (* 1943, Třebíč) je český dirigent, hudební skladatel a hudebník.

## Biografie
Václav Šalbaba se narodil v Třebíči, od roku 1950 navštěvoval lekce houslí v hudební škole a od roku 1957 navštěvoval lekce hry na pozoun. Na základní vojenskou službu nastoupil na dva roky do Karlových Varů, kde působil u Hudby ministerstva vnitra. Následně se odstěhoval do Prahy, kde studoval na Pražské konzervatoři u profesora Weigla. Hrál s různými orchestry jako například Orchestr Zděňka Bartáka, Kesl Big Band nebo Classic Jazz Collegium. S posledně jmenovaným natočil několik desek v Nizozemsku a v Praze. Následně deset let působil v orchestru pod názvem Vltavští muzikanti, kdy hráli primárně ve Švýcarsku, Německu a Rakousku, v Rakousku také nahrávali s tímto uskupením desky. V roce 1989 odešel do Švýcarska, od roku 1992 vede orchestr Nostalgie Swingers, působí také v Stadtorchester Schaffhausen, Orchester letiště Zürich a Zivilschatz Big Band Wintherthur. Po roce 2006 natočil 6 sólových desek pozounových skladeb. Do roku 2014 ve Švýcarsku působí jako učitel hry na žesťové nástroje. Působil také v pozounovém kvartetu Furioso nebo v dechovém orchestru Veteranen Musik.
V mládí se věnoval lehké atletice, kdy se v roce 1956 stal světovým rekordmanem v hodu kriketovým míčkem (98,4 metru).
Jeho dcerou je výtvarnice Helena Hrdá. V roce 2023 byl oceněn Cenou města Třebíče.